# STS-61-E
STS-61-E – planowana przed katastrofą Challengera misja promu kosmicznego Columbia. Misja miała odbyć się w marcu 1986 r. i potrwać 7 dni. Jej celem miało być wyniesienie na orbitę satelity ASTRO-1.

## Załoga
- Jon McBride (2) – dowódca
- Richard Richards (1) – pilot
- David Leestma (2) – specjalista misji
- Jeffrey Hoffman (2) – specjalista misji
- Robert Parker (2) – specjalista misji
- Samuel Durrance (1) – specjalista misji
- Ronald Parise (1) – specjalista ładunku